# Cryptotis thomasi
Cryptotis thomasi es una especie de musaraña de la familia soricidae.

## Distribución y hábitat
Endémica de la Cordillera Oriental de los Andes de Colombia, se encuentra en el bosque nuboso, bosques húmedos y páramos, entre los 2.600 y 3.500 m de altitud.

## Descripción
Mide en promedio 8,3 cm de longitud, con cola de 2,9 cm de largo. Pesa entre 7 y 12 gr. Cabeza larga y puntiaguda con ojos muy pequeños y un pigmento rojo en la frente. Pelaje aterciopelado, el dorsal castaño grisáceo a marrón obscuro, el ventral de color ante.

## Comportamiento
Terrestres fosoriales. Solitarios. Se alimentan de insectos, arañas, milpiés y de otros invertebrados como lombrices de tierra. Para desplazarse utilizan pequeños senderos entre la hojarasca, el musgo y las plantas herbáceas. Se refugian debajo de rocas y árboles caídos, preferentemente entre las capas de musgo.